# Charles Ruch
Pour les articles homonymes, voir Ruch (homonymie).
Charles-Joseph-Eugène Ruch, né à Nancy le 24 septembre 1873 et mort à Strasbourg le 29 août 1945, est un évêque français.

## Biographie
De père protestant et de mère catholique, il fit ses études au petit séminaire de Pont-à-Mousson, au grand séminaire de Nancy et à l'Institut catholique de Paris où il devait être reçu en 1898 docteur en théologie. Ordonné prêtre en 1897, il fut d'abord professeur de théologie dogmatique au grand séminaire de Nancy. Nommé chanoine honoraire du chapitre de Nancy par Charles-François Turinaz en 1906, il devient vicaire du diocèse en 1907 puis coadjuteur de l'évêque de Nancy en 1913. Pendant la Première Guerre mondiale il fut aumônier militaire du 20e corps d'armée et s'attira la faveur de Clemenceau. Le 26 octobre 1918 il succéda à Charles-François Turinaz sur le siège épiscopal de Nancy, mais Clemenceau songeait déjà à lui pour remplacer à Strasbourg l'évêque allemand Adolf Fritzen.
Benoît XV mit du temps à accepter un tel changement, d'autant plus choquant qu'en 1871 les évêques nommés par le gouvernement français étaient restés en place. Il accepta enfin la démission de Fritzen, présentée dès le lendemain de l'armistice, quand le traité de Versailles fut signé. Ruch put ainsi être nommé le 1er août 1919 et installé le 1er octobre suivant. D'origine alsacienne il ne connaissait cependant que le français. Il voulut faire des efforts et, nous dit Robert Heitz « handicapé par une élocution difficile […] il s'était mis en tête d'apprendre, à défaut du dialecte alsacien, l'allemand et prononçait, dans ce qu'il croyait être cette langue, des homélies et des sermons devenus légendaires. Aujourd'hui encore on se raconte les effroyables coq-à-l'âne et quiproquos qu'il commettait ainsi. Son entourage n'osait-il pas lui dire combien il se couvrait ainsi de ridicule, ou son entêtement ne tenait-il aucun compte d'avertissements et bons conseils? Je l'ignore ». Membre de la Société des prêtres de saint François de Sales, union pieuse à la spiritualité salésienne, il est à ce titre directeur spirituel (probateur) d'Eugène Tisserant, futur cardinal, de 1919 à 1945.
En 1920, le chapitre de Nancy honore son ancien évêque et le nomme chanoine d'honneur.

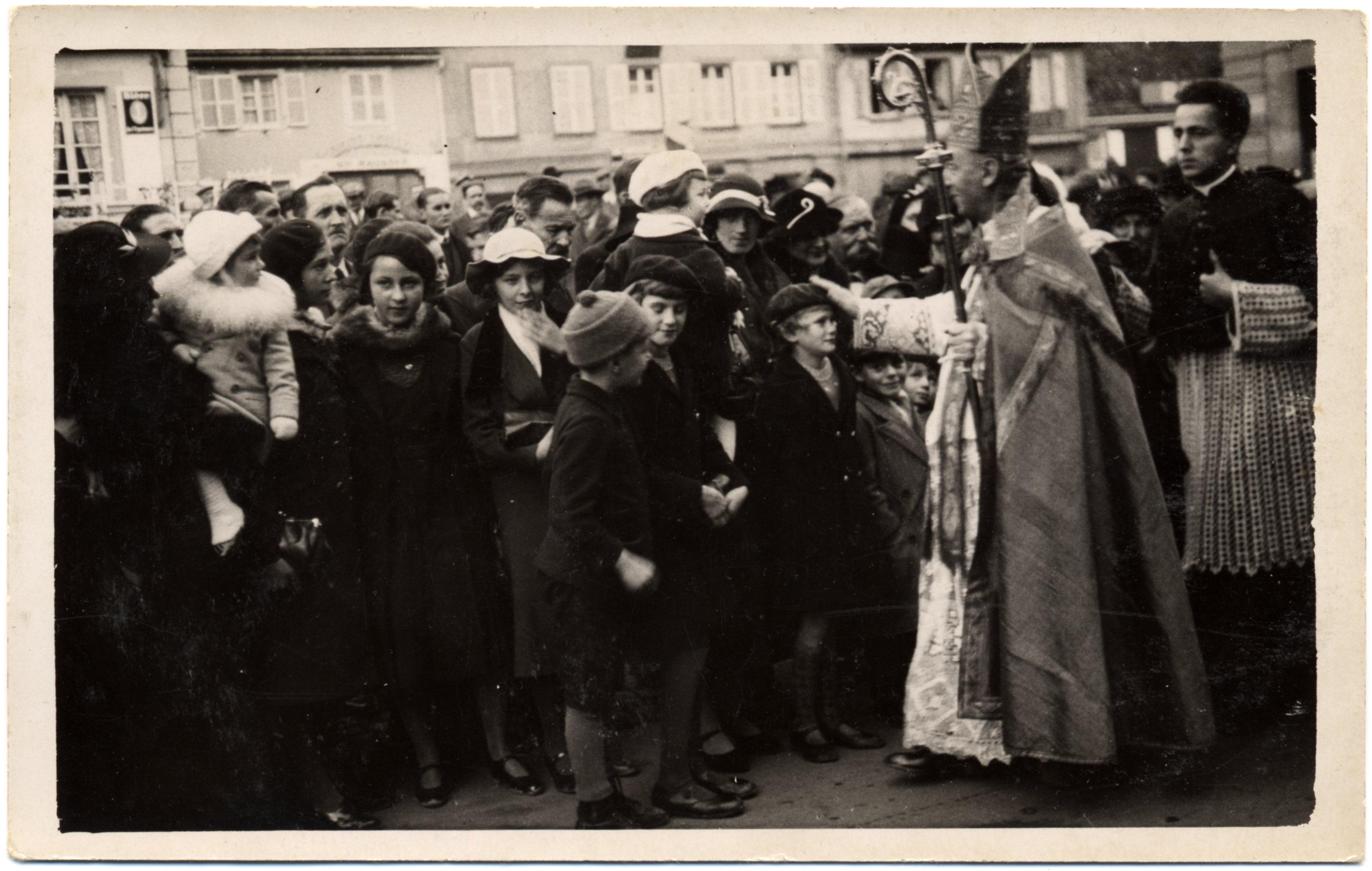
Charles Ruch, évêque de Strasbourg en visite pastorale à Wasselonne, 1945.

Sa position était difficile, obligé de se battre à la fois contre l'autonomisme et les aspirations pro-allemandes d'une grande partie du clergé et du petit peuple, et contre la volonté de laïcisation des autorités parisiennes. C'est ainsi qu'il interdit parallèlement la Zukunft, journal autonomiste, et Les Dernières Nouvelles de Strasbourg, francophiles et anticléricales. Une infatigable énergie, malgré sa santé fragile, lui permit de mener de front les deux combats et, sous son épiscopat, le diocèse de Strasbourg connut un âge d'or ; les séminaires étaient pleins et envoyaient des missionnaires dans le monde entier, l'évêque ordonnait des prêtres à tours de bras. Il fut élu membre de l'Académie des sciences morales et politiques en 1933.
La fin de sa vie fut attristée par le retour des Allemands en Alsace qui le contraignit à l'exil pour la Dordogne (département). Ernest Hauger, évêque missionnaire à la retraite, put le suppléer dans son absence pour certaines tâches. Ruch eut la joie de pouvoir revenir à Strasbourg libéré, mais l'épreuve avait été trop rude pour lui. Il mourut à la fin d'août 1945 et Jean-Julien Weber, qui n'était coadjuteur que depuis mai, lui succéda. Il fut enterré dans la cathédrale et son cœur placé au couvent du mont Sainte-Odile.
La place située devant la cathédrale Notre-Dame de l'Annonciation de Nancy porte son nom : place Monseigneur-Ruch.
Il fut membre de l'Académie de Stanislas.

## Blason
"D'or à la bande de gueules, chargée en cœur d'un T à l'antique d'argent, accompagné de deux fleurs de chardon de même l'une en chef et l'autre en pointe ; au chef cousu d'azur chargé du monogramme du Christ d'or, et accompagné au canton dextre du chef d'une étoile d'argent à six pointes."
Cri : Jesus-Maria.
Devise : « Besognons et Dieu besognera » (paroles de Jeanne d'Arc au siège de Jargeau).

Armoiries de Charles Ruch, Primat de Lorraine
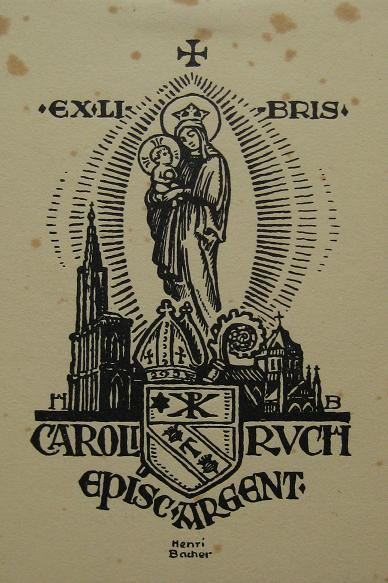
Ex-libris Ruch par Bacher

## Distinctions
- Grand officier de l'ordre de Léopold II (arrêté royal du 14 novembre 1931).
- Commandeur de la Légion d'honneur (décret du 10 janvier 1931)[6]

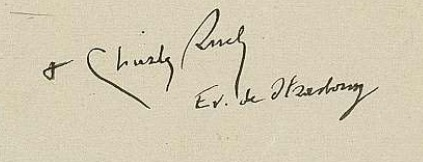
Signature de Monseigneur Ruch, évêque de Strasbourg

  -  Chevalier de la Légion d'honneur (arrêté du 29 juin 1915)[6]
  -  Officier de la Légion d'honneur (décret du 4 février 1921)[6]